# Lomtjärnen (Lillhärdals socken, Härjedalen, 685811-140661)
Lomtjärnen är en sjö i Härjedalens kommun i Härjedalen och ingår i Ljusnans huvudavrinningsområde.